# Camille O’Sullivan
Camille O’Sullivan (* 30. Dezember 1974 in London) ist eine irische Sängerin, Schauspielerin, Malerin und Architektin.

## Leben und Werk
Die Tochter einer französischen Künstlerin und eines irischen Rennfahrers wurde in London geboren. Sie wuchs in Cork auf. Sie studierte ein Jahr lang Malerei, bevor sie in Dublin ein Architekturstudium aufnahm und abschloss. Sie arbeitete als Architektin und gewann 2000 den „Architectural Association of Ireland Award“.
Bereits während ihres Studiums nahm sie an Theater- und Show-Aufführungen teil. Bei einem Aufenthalt in Berlin entdeckte sie ihr Interesse für die Lieder von Hanns Eisler, Friedrich Hollaender und Kurt Weill. Zurück in Dublin wurden ihr die Vorführungen von Agnes Bernelle zur Inspiration. Sie arbeitete jedoch weiterhin als Architektin.
1999 hatte sie einen schweren Autounfall mit lebensgefährlichen Verletzungen. Während der langwierigen Genesung beschloss O’Sullivan, künftig ausschließlich als Künstlerin zu arbeiten.
Sie gehörte zur Originalbesetzung der Varieté-Show „La Clique“, die 2009 mit dem „Laurence Olivier Award for Best Entertainment“ ausgezeichnet wurde. Weitere Shows, mit denen sie bekannt wurde, sind unter anderem „La Fille du Cirque“, „Jacques Brel is Alive and Well and Living in Paris“ und „Dark Angel“.
Neben ihrer musikalischen Arbeit ist O’Sullivan als Theater- und Filmschauspielerin erfolgreich und trat in Filmen wie On the Edge, Lady Henderson präsentiert, Sommer im Februar und Barber auf. Des Weiteren stellte sie ihre Gemälde in der Royal Hibernian Academy in Dublin aus.

## Musikalischer Stil
Camille O’Sullivan gilt als intensiv dramatische Interpretin von Liedern aus der Weimarer Republik sowie von Édith Piaf, Jacques Brel, Nick Cave, Tom Waits, David Bowie und anderen.

## Diskografie

### Studio-Alben
- 2002: A Little Yearning
- 2012: Changeling

### Live-Alben
- 2005: Sings Brel Live
- 2005: La Fille Du Cirque – Live at the Famous Spiegeltent
- 2008: Live @ The Olympia
- 2019: Camille Sings Cave Live

## Filmografie
- 2001: On the Edge
- 2005: Lady Henderson präsentiert (Mrs. Henderson Presents)
- 2006: No Strings Attached (Kurzfilm)
- 2009: Asylum Seekers
- 2013: Sommer im Februar (Summer in February)
- 2016: Rebellion (Miniserie, 3 Episoden)
- 2017: Pickups
- 2017: The Date (Kurzfilm)
- 2017: The Secret Market (Kurzfilm)
- 2023: Barber